# 筆禍
| ウィキペディアには「筆禍」という見出しの百科事典記事はありません（タイトルに「筆禍」を含むページの一覧/「筆禍」で始まるページの一覧）。 代わりにウィクショナリーのページ「筆禍」が役に立つかもしれません。 |